# Альберт-Эдуард (гора)
Альберт-Эдуард (англ. Mount Albert Edward) — гора на острове Новая Гвинея в составе хребта Оуэн-Стэнли, расположенного на территории Центральной провинции Папуа — Новой Гвинеи, на расстоянии примерно в 140 км к северу от города Порт-Морсби. Высота горы — 3990 м. Состоит из двух самостоятельных пиков, находящихся на расстоянии 400 м друг от друга. Из них бо́льшей высоты достигает западный пик, на вершине которого расположен христианский крест.
Первое восхождение на гору было осуществлено Чарльзом Монктоном в 1906 году. Первое подробное описание горы было сделано после восхождения в 1935 году Ричарда Арчболда.